# Cryptantha minima
Cryptantha minima (лат.) — однолетнее травянистое растение, вид рода Cryptantha, семейства Бурачниковые. В Канаде занесено в Закон о видах, находящихся под угрозой исчезновения.

## Описание
Стебель разветвлен и достигает 20 см в высоту. Листья линейные, с более широким основанием и достигают 6 см в длину. Они становятся меньше около верхушки стебля. Цветочная головка состоит из нескольких цветочных колосков. Лепестки цветка — белые, до 3 мм в длину.

## Ареал и местообитание
Распространено в полузасушливых лугах и межгорных впадинах центральной части Северной Америки, от Альберты до Техаса.